# Ellie (The Last of Us)

Nhân vật Ellie trong The Last of Us 1

Ellie trong The Last of Us II

Ellie là một nữ nhân vật trong loạt trò chơi điện tử mang tên The Last of Us của Naughty Dog phát hành. Cô được Ashley Johnson thủ vai thông qua kỹ thuật ghi hình chuyển động (Motion capture) và lồng tiếng. Trong phiên bản chuyển thể truyền hình mang tên The Last of Us, nhân vật này được diễn viên Bella Ramsey thủ vai. Về lai lịch, họ gốc của Ellie Williams đã bị loại bỏ ngay từ khi quá trình phát triển The Last of Us. Xuất hiện trong trò chơi phiên bản đầu tiên mang tên The Last of Us (2013), Joel Miller được giao nhiệm vụ hộ tống cô bé Ellie lúc này mới 14 tuổi hành trình qua vùng đất Hoa Kỳ trong bối cảnh hậu tận thế để cố gắng chế ra phương pháp chữa trị một căn bệnh mà Ellie miễn nhiễm với căn bệnh này. Trong game khi người chơi tạm thời điều khiển Ellie, thì trí tuệ nhân tạo sẽ chủ yếu điều khiển hành động của cô để hỗ trợ cho người chơi. Ellie xuất hiện trở lại với tư cách là nhân vật có thể chơi được trong phần tiền truyện The Last of Us: Left Behind, trong đó cô dành thời gian cho người bạn Riley. Trong phiên bản The Last of Us Part II (2020), người chơi điều khiển Ellie lúc này 19 tuổi khi cô tìm cách trả thù Abby. Nhân vật Ellie được tạo ra bởi Neil Druckmann và Bruce Straley, những đạo diễn của The Last of Us. Lấy cảm hứng từ một nhân vật Muteness được đề xuất cho tựa game Uncharted 2: Among Thieves, các nhà thiết kế đã tạo ra cô như một nhân vật nữ kiên cường có mối quan hệ thân thiết với Joel, trong suốt trò chơi đầu tiên, mối quan hệ giữa Ellie và Joel là trọng tâm chính.
Johnson đã truyền cảm hứng cho các đặc điểm tính cách của nhân vật Ellie, thúc đẩy Druckmann thiết kế tạo hình làm cho cô ấy năng động hơn trong việc chiến đấu với kẻ thù thù địch. Sau khi so sánh với nam diễn viên người Canada Elliot Page, Naughty Dog đã thiết kế lại ngoại hình của Ellie để phản ánh tốt hơn tính cách của Johnson và khiến cô ấy trẻ trung hơn. Đối với màn trình diễn của mình trong Phần II, Johnson đã xem xét những trải nghiệm của riêng mình với chứng lo âu và nghiên cứu tác động của rối loạn căng thẳng sau chấn thương. Nhân vật này đã được các nhà phê bình đón nhận nồng nhiệt, trong đó mối quan hệ của Ellie với Joel thường là chủ đề được khen ngợi nhất. Sức mạnh và sự phức tạp của nhân vật, và sự phá vỡ khuôn mẫu của hoàn cảnh của một nữ nhân hoạn nạn, cũng đã được khen ngợi. Một cảnh Ellie và Riley hôn nhau trong Left Behind đã thu hút nhiều bình luận xã hội và được khen ngợi là bước tiến cho các nhân vật đại diện cho giới LGBT trong trò chơi điện tử. Màn trình diễn của Johnson trong Phần II được khen ngợi vì cô ấy đã miêu tả được sự yếu đuối và đau khổ nội tâm. Cả nhân vật và diễn xuất đều nhận được nhiều giải thưởng và đề cử, và thường xuyên được xếp hạng cao trong các cuộc thăm dò và danh sách. Diễn xuất của Ramsey trong loạt phim truyền hình cũng được khen ngợi tương tự. Các nhân vât quan trọng khác trong trò chơi này là Dina.

## Sáng tạo
Tạo hình về nữ nhân vật Ellie bắt đầu từ một ý tưởng chưa từng được sử dụng cho Uncharted 2: Among Thieves (2009). Neil Druckmann và Bruce Straley, đạo diễn của The Last of Us (2013), đã hình thành một chuỗi sự kiện với một nhân vật nữ câm lặng (Muteness) sẽ đi cùng nhân vật chính của Uncharted Nathan Drake, Druckmann cảm thấy điều này sẽ tạo ra một mối quan hệ "đẹp" chỉ thông qua lối chơi. Ban đầu các nhà thiết kế sử dụng cái tên thay thế ban đầu cho nhân vật này là Lily như sau đó nhà thiết kế Druckmann đã chọn cái tên Ellie vì ông đã cân nhắc cái tên này cho con gái của ông. Druckmann, người đã viết The Last of Us đã thiết kế Ellie như một đối tác của Joel, nhân vật chính có thể chơi được. Cô ấy cũng có ý định chứng minh rằng mối liên kết giữa các nhân vật có thể được tạo ra hoàn toàn thông qua lối chơi. Druckmann mô tả trò chơi như một câu chuyện hành trình trưởng thành của Ellie, trong đó cô ấy học hỏi và thể hiện đầy đủ những phẩm chất của một kẻ sống sót sinh tồn. Những lần lặp lại khác nhau mà ngoại hình của Ellie trải qua trong suốt quá trình phát triển. Mỗi thiết kế được thử nghiệm với nhiều màu tóc và kiểu tóc khác nhau.

## Vẻ bề ngoài
Nhóm nghiên cứu cảm thấy rằng việc thiết kế ngoại hình của Ellie là điều rất quan trọng. Những nhà tạo hình xác định rằng cô ấy cần phải xuất hiện đủ trẻ để tạo mối quan hệ với Joel—người đã ngoài 40 tuổi đáng tin, nhưng đủ lớn để đáng tin cậy như một thiếu niên tháo vát có khả năng sống sót. Nhóm cũng coi Ellie là nhân vật quan trọng cho hoạt động tiếp thị. Sau thông báo về The Last of Us, người ta đã so sánh Ellie và nam diễn viên Elliot Page. Page khẳng định rằng Naughty Dog đã "sao chép" hình ảnh của anh và điều đó "không được đánh giá cao", vì anh đang đóng trong một trò chơi khác là Beyond: Two Souls (2013). Straley cho biết, sau khi so sánh, Naughty Dog đã chỉnh sửa ngoại hình của Ellie vì "chúng tôi muốn các nhân vật của mình tự đứng vững trên đôi chân của mình". Druckmann và Straley cho biết sự thay đổi này được thực hiện để phản ánh tốt hơn tính cách của Johnson và khiến cô ấy trẻ hơn. Điều này được tiết lộ trong đoạn giới thiệu vào tháng 5 năm 2012. Đối với Phần II, diện mạo của Ellie đã trải qua nhiều năm lặp lại, nhóm muốn có sự chuyển đổi hợp lý từ trò chơi đầu tiên trong khi vẫn duy trì trang phục "thực tế nhưng cá nhân". Nghệ sĩ thiết kế nhân vật chính Ashley Swidowski đã thiết kế đôi mắt của Ellie để thể hiện sự u ám, trong trò chơi đầu tiên, Ellie có đôi mắt to hơn để phản ánh bản chất trẻ con của cô ấy. Hình xăm con bướm đêm của Ellie được nghệ sĩ Natalie Hall đến từ California thiết kế sau khi nhóm nghiên cứu để đưa ra một thiết kế. Hall đã vẽ hình xăm trên cánh tay của một nhà phát triển để nhóm có thể hình dung ra nó. Druckmann cảm thấy rằng nỗi ám ảnh của loài bướm đêm với ánh sáng phản ánh nỗi ám ảnh của Ellie trong trò chơi và đóng vai trò như một lời nhắc nhở về Joel.

## Đón nhận
Nhân vật Ellie nhận được phản hồi tích cực. Jason Killingsworth của tạp chí Edge khen ngợi sự phức tạp của Ellie và khen ngợi Naughty Dog vì đã không biến cô thành "một cô gái tuổi teen phụ thuộc ... sớm phát triển mà Joel phải trông nom". Ashley Reed và Andy Hartup của GamesRadar đã gọi Ellie là một trong những "nhân vật nữ truyền cảm hứng nhất trong trò chơi", viết rằng cô là "một trong những nhân vật hiện đại và chân thực nhất từng được thiết kế". Eurogamer Ellie Gibson khen ngợi sức mạnh và sự yếu đuối của nhân vật, ca ngợi trò chơi đã phá vỡ khuôn mẫu thiếu nữ gặp nạn. GamesRadar đã liệt kê Ellie là một trong những nhân vật xuất sắc nhất của thế hệ máy chơi trò chơi điện tử thứ bảy và cho rằng lòng dũng cảm của cô vượt xa hầu hết các nhân vật nam. Greg Miller của IGN đã so sánh Ellie với Elizabeth từ BioShock Infinite (2013), và cảm thấy rằng Ellie là một nhân vật "tròn trịa hơn nhiều, hoàn thiện hơn". Ngược lại, Kimberley Wallace của Game Informer cảm thấy trò chơi tập trung quá nhiều vào Joel, "hầu như không tận dụng được tầm quan trọng của Ellie" và Chris Suellentrop của The New York Times đã đánh giá rằng Ellie được giao "một vai phụ, phụ thuộc hơn".
Các nhà phê bình khen ngợi mối quan hệ giữa Ellie và Joel. Nhà phê bình Matt Helgeson của Game Informer viết rằng mối quan hệ này "thật sâu sắc" và "được khắc họa rõ nét". Joystiq Richard Mitchell thấy nó rất "thật" và đầy cảm xúc và Colin Moriarty của IGN đã xác định đây là điểm nhấn của trò chơi. Oli Welsh của Eurogamer cảm thấy các nhân vật được phát triển với "kiên nhẫn và kỹ năng thực sự". Philip Kollar của trang web Polygon nhận thấy mối quan hệ này được hỗ trợ từ các cuộc trò chuyện tùy chọn của trò chơi. Wallace của Game Informer đã gọi Joel và Ellie là một trong những "cặp đôi chơi game xuất sắc nhất năm 2013", đánh giá cao sự quan tâm của họ trong việc bảo vệ lẫn nhau. Kyle Hilliard của Game Informer đã so sánh mối quan hệ giữa Joel và Ellie với mối quan hệ của Hoàng tử Ba Tư và Elika từ tựa game Prince of Persia (2008), viết rằng cả hai bộ đôi đều rất quan tâm đến nhau, và ca ngợi "đỉnh cao cảm xúc" trong The Last of Us, điều mà ông đánh giá là chưa đạt được trong Prince of Persia. Đại diện Tạp chí của PlayStation - Vương quốc Anh là David Meikleham đã gọi Joel và Ellie là những nhân vật tuyệt vời nhất trong một trò chơi PlayStation 3.
Tạo hình nhân vật Ellie đã giành giải thưởng cuối năm cho The Last of Us và Left Behind, bao gồm Nhân vật mới xuất sắc nhất từ Hardcore Gamer và Nhân vật có giá trị nhất tại Giải thưởng trò chơi điện tử SXSW cho Left Behind, cô ấy đã nhận được đề cử cho Nhân vật xuất sắc nhất từ Destructoid. Diễn xuất của Ashley Johnson cũng nhận được nhiều giải thưởng khác nhau: Giải thưởng Trò chơi điện tử của Viện Hàn lâm Anh cho Nghệ sĩ biểu diễn tại Giải thưởng Trò chơi điện tử của Viện Hàn lâm Anh lần thứ 10 và Giải thưởng Trò chơi điện tử của Viện Hàn lâm Anh lần thứ 11, Giải thưởng D.I.C.E. cho Thành tựu Xuất sắc trong Nhân vật (hạng mục Diễn xuất Nhân vật Xuất sắc tại Giải thưởng D.I.C.E.) thường niên lần thứ 17, giải thưởng Nữ diễn viên lồng tiếng xuất sắc nhất tại Spike Video Game Awards (Spike VGX 2013), và Nghệ sĩ trình diễn xuất sắc nhất từ The Daily Telegraph. Với vai diễn trong The Last of Us Part II, Johnson đã được vinh danh là người đồng chiến thắng ở hạng mục Diễn xuất chính xuất sắc trong phim chính kịch tại Giải thưởng của Viện Hàn lâm Đánh giá trò chơi điện tử quốc gia (NAVGTR). Cô cũng được đề cử cho giải Diễn xuất xuất sắc nhất tại The Game Awards 2020 và từ IGN, và Giải thưởng của Viện Hàn lâm Anh cho Diễn viên đóng vai chính tại Giải thưởng của Viện Hàn lâm Anh lần thứ 17, tuy vậy cô đã trượt cả ba giải thưởng vào tay Laura Bailey, người đóng vai Abby. Johnson được đề cử cho giải Trình diễn giọng nói xuất sắc nhất tại Game Audio Network Guild Awards lần thứ 19 và Ellie vì Thành tích Xuất sắc trong Nhân vật tại Giải thưởng D.I.C.E. thường niên lần thứ 24. Năm 2024, Ellie được xếp hạng là nhân vật trò chơi mang tính biểu tượng thứ mười chín trong một cuộc thăm dò với hơn 4.000 người trả lời khảo sát của BAFTA.